# Osvaldo Cristofanelli
Osvaldo Daniel Cristofanelli (Argentina, 1953 - Rosario, Santa Fe, 23 de diciembre de 2019) fue un futbolista argentino que jugaba como defensor.

## Carrera

### Altos Hornos Zapla
Cristofanelli debutó en Altos Hornos Zapla en 1971. Fue parte del equipo palpaleño que se coronó tricampeón jujeño desde 1972 hasta 1974. En 1974 también debutó en el Campeonato Nacional y terminó a un punto de clasificar a la fase final del torneo.

### Atlético Tucumán
Su destacada actuación en el equipo jujeño, llamó la atención de muchos clubes y en 1976 llegó a Atlético Tucumán. Con el decano jugó el Campeonato Nacional 1976 y en 1977 se coronó campeón de la Liga Tucumana.

### San Lorenzo
En 1978 se mudó a Buenos Aires, para sumarse a San Lorenzo. En el ciclón jugó hasta mediados de 1979.

### Quilmes
Llegó a Quilmes en 1979, para disputar el Nacional de ese año. En el cervecero jugó hasta 1980.

### Loma Negra
En 1981 llegó a Loma Negra y clasificó Campeonato Nacional, por primera vez en la historia del club. En el torneo terminó tercero en su grupo, empatando en puntos con el futuro campeón River, por diferencia de gol. Uno de los partidos más recordados en su paso por el equipo de Olavarria, fue el disputado ante la Unión Soviética, donde el equipo argentino derrotó al seleccionado nacional por 1 a 0. En Loma Negra jugó hasta 1984.

## Clubes
| Club               | País      |
| ------------------ | --------- |
| Altos Hornos Zapla | Argentina |
| Atlético Tucumán   | Argentina |
| San Lorenzo        | Argentina |
| Quilmes            | Argentina |
| Loma Negra         | Argentina |

## Palmarés
| Título        | Equipo             | País      | Año  |
| ------------- | ------------------ | --------- | ---- |
| Liga Jujeña   | Altos Hornos Zapla | Argentina | 1972 |
| Liga Jujeña   | Altos Hornos Zapla | Argentina | 1973 |
| Liga Jujeña   | Altos Hornos Zapla | Argentina | 1974 |
| Liga Tucumana | Atlético Tucumán   | Argentina | 1977 |